# Jevhen Pochljebajev
Jevhen Vasyl'ovyč Pochljebajev (in ucraino Євген Васильович Похлєбаєв?; Poltava, 25 novembre 1971) è un ex calciatore ucraino, di ruolo centrocampista.

## Palmarès

### Club

#### Competizioni nazionali
- Campionato sovietico: 1

Dnipro: 1988
- Campionato ucraino: 3

Dinamo Kiev: 1994-1995, 1995-1996, 1996-1997
- Coppa dell'URSS: 1

Dnipro: 1988-1989
- Coppa d'Ucraina: 1

Dinamo Kiev: 1995-1996
- Supercoppa dell'Unione Sovietica: 1

Dnipro: 1989
- Coppa delle Federazioni sovietiche: 1

Dnipro: 1989